# Gommersdorf
Gommersdorf – miejscowość i gmina we Francji, w regionie Grand Est, w departamencie Górny Ren.
Według danych na rok 1990 gminę zamieszkiwało 365 osób, 88 os./km².